# Kadalipura, Maddur
Kadalipura là một làng thuộc tehsil Maddur, huyện Mandya, bang Karnataka, Ấn Độ.